# One Madison
One Madison est un gratte-ciel résidentiel situé dans le quartier de Flatiron District à New York à proximité de la Metropolitan Life Tower,.